# Бродский, Лазарь Израилевич
Лазарь Израилевич Бродский (7 [19] сентября 1848, Златополь, Киевская губерния — 2 [15] октября 1904, Базель) — киевский сахаропромышленник, меценат и филантроп. Учредитель Второго Пароходного общества по Днепру и его притокам, директор Киевского общества водоснабжения, член совета Санкт-Петербургского международного коммерческого банка, директор Общества мукомольной паровой мельницы, член совета Общества взаимного кредита.

## Биография
Родился в семье еврейского предпринимателя Израиля Марковича Бродского. После смерти отца возглавил Александровское товарищество сахарных заводов, которое контролировало больше четверти всего производства сахара в Российской империи.
Известен как благотворитель: на его средства содержалась еврейская больница в Киеве, учреждения еврейского образования; также финансировал учреждения общегородского значения — Бактериологического института, Бессарабского крытого рынка, поддерживал развитие трамвайного сообщения.
На его средства была возведена хоральная синагога, самая большая в Киеве. Здание было возведено в 1897—1898 году в его имении.
Был инициатором и одним из спонсоров строительства в Киеве политехнического института.
В 1900 году, на Всемирной выставке в Париже, Бродский получил французский орден Почётного легиона за высокое качество продукции своих заводов. Кавалер ордена Святого Владимира.
Состоял членом Совета Санкт-Петербургского Международного коммерческого банка, директором Правления Киевского общества водоснабжения, директором-распорядителем и членом Правления Общества Мукомольной паровой мельницы, учредителем и председателем Правления Второго пароходного общества по Днепру и его притокам, членом Совета Киевского Общества взаимного кредита.
Умер 19 сентября 1904 года от сахарного диабета в Базеле; 24 сентября его тело привезли в Киев. Похороны были организованы в тот же день хоральной синагогой. Весь фасад синагоги был задрапирован траурными лентами, а над входом красовалась надпись: «Впереди его шествует добродетель».
Бродский был похоронен в мраморном семейном склепе на еврейском участке Лукьяновского кладбища (могила не сохранилась), в траурной процессии участвовали губернатор, командующий военным округом, городской голова. В надгробной речи знаменитый адвокат Лев Куперник назвал покойного «лучшим из евреев». Как писали киевские газеты, было прислано около 150 венков, из которых десять были изготовлены из серебра.
Главой династии после его смерти стал его брат Лев.

## Семья
Лазарь Бродский был женат на Саре Бродской (Лурье).
Дети:
- Маргарита (Гетта) Голдшмидт (Гинцбург, Бродская) (1884—1973), в первом браке замужем за Дмитрием Гинцбургом, сыном барона Горация Гинцбурга. Во втором браке замужем за Альфредом Голдшмидтом.
- Клара Гинцбург (Бродская) (1880—1940), была женой Владимира Гинцбурга, сына барона Горация Гинцбурга. После революции уехала с мужем и детьми во Францию. Дети: Серж Гинцбург, Вера Гинзбург, Анна Гинцбург.
- Мари (Маруся) Дрейфус (Бродская) (1871—1945), жена банкира Жюля Дрейфуса
- Вера Бродская

## Избранные здания, подаренные Киеву и построенные на деньги Л. Бродского
- Бессарабский рынок — Бессарабская площадь;
- Киевский политехнический институт — пр. Берестейский, 37;
- Институт электросварки им. Е. Патона. — ул. Антоновича (ранее — Горького), 69;
- Областная больница — ул. Баггоутовская, 1;
- Бактериологический институт — ул. Николая Амосова;
- Мельница Бродского — ул. Боричев спуск;
- Особняк. — ул. Институтская, 12;
- Хоральная синагога Бродского — ул. Шота Руставели, 13;
- Театр оперетты — ул. Большая Васильковская, 53;

## Память
В 2019 году бизнесмен Гарик Корогодский предложил мэру Киева Виталию Кличко построить в исторической местности «Бессарабка» памятник сахарозаводчику Лазарю Бродскому. Об этом сообщил Гарик Корогодский на своей странице Facebook: «Повторю свое предложение пятилетней давности. Я готов профинансировать памятник на месте Владимира Ленина на „Бессарабке“. Могу дать на выбор пять фамилий, хотя считаю, что это место создано для сахарозаводчика Лазаря Бродского», — отметил Гарик Корогодский.
Инициатива не нашла отклика в мэрии.